# Plaimbois-du-Miroir
Plaimbois-du-Miroir é uma comuna francesa na região administrativa de Borgonha-Franco-Condado, no departamento de Doubs. Estende-se por uma área de 11,71 km². Em 2010 a comuna tinha 266 habitantes (densidade: 22,7 hab./km²).